# Resolució 1414 del Consell de Seguretat de les Nacions Unides
La Resolució 1414 del Consell de Seguretat de les Nacions Unides, adoptada sense votar el 23 de maig de 2002 després d'haver examinat la petició de la República Democràtica de Timor Oriental per poder ser membre de les Nacions Unides. En aquesta resolució, el Consell va recomanar a la Assemblea General l'acceptació de Timor Oriental com a membre.
L'Assemblea General posteriorment va admetre Timor Oriental en les Nacions Unides el 27 de setembre de 2002 mitjançant la Resolució 57/3.